# Camp du Lizo
Le camp du Lizo est un site préhistorique situé à Carnac dans le département français du Morbihan. Le site comprend différentes structures : des talus de défense, des fonds de cabane, des fours, des structures d'habitat, des tertres funéraires et une tombe à couloir. Le site n'ayant jamais été complètement fouillé, son architecture générale demeure encore assez méconnue.
Les fouilles archéologiques du site ont livré un matériel lithique et surtout céramique très abondant et diversifié, maintes fois mentionné dans la littérature spécialisée. L'ensemble du mobilier archéologique découvert indique que le site a été occupé au Néolithique récent.

## Historique
Le site est connu depuis le milieu du XIXe siècle et a été maintes fois exploré. En 1866, A. et G. Thomas de Closmadeuc explorent le dolmen situé au centre du camp mais aucun rapport de cette exploration n'est connu, alors même qu'il existe un matériel archéologique correspondant. En 1908, Paul Banéat en dresse un croquis sommaire. De 1922 à 1926, Zacharie Le Rouzic fouille la tombe à couloir et les talus. Le Rouzic poursuit la fouille du site et le restaure durant plusieurs campagnes après son classement au titre des monuments historiques par arrêté du 25 juin 1929. 
En 1982, le site bénéficie d'une intervention de sauvetage à la suite d'un défrichement entrepris par les propriétaires du site qui révèlent de nouvelles structures. Le site a fait l'objet de nouveaux relevés en 2019-2020, 2022 et 2024 par l'université de Nantes.

## Description
Le site correspond à un promontoire granitique naturel, situé à 30 m d'altitude, dominant sur son côté oriental la vallée de la rivière de Crac’h. Pour autant, le site n'est pas un éperon barré au sens strict : la plaine à l'ouest et au sud-ouest grimpe en pente douce vers le promontoire sur plus de 200 m de longueur, ce qui offre une grande visibilité, et en l'absence de retranchements artificiels, le promontoire demeure accessible sur trois côtés. Il s'étend sur environ 3 ha (200 m de long sur 150 m de large) mais on ne dispose d'aucun plan complet de l'ensemble. 

### Fortifications
Le système de fortification demeure difficilement compréhensible car il est masqué par une végétation basse et très dense. Le plan dressé par Le Rouzic correspond à une enceinte quadrangulaire fermée, avec des angles arrondis et une façade curviligne au nord. Les relevés plus récents (GPS, tachéomètre et Lidar) tendent à dessiner une enceinte curviligne en forme de « C », ouverte à l'Est. Les éléments de fortification encore visibles correspondent à un talus bâti sur les trois côtés nord, ouest et sud du promontoire. Ce talus est doublé, côté extérieur, mais uniquement sur les façades nord et ouest par un second talus, moins large et moins élevé, situé à 3 à 4 m de distance côté nord et moins de 4 m côté sud. Les deux talus sont séparés par un fossé creusé dans l'arène granitique constituant le substrat rocheux local.
L'enceinte interne mesure 180 m sur 100 m, elle est délimitée sur trois côtés par deux talus séparés par un fossé creusé dans l'arène granitique mais les limites du camp proprement dit restent encore imprécises : les limites sud-est du camp demeurant encore inconnues, on ne sait pas si le camp était totalement clos et dans l'affirmative où se trouvait l'entrée. 

### Dolmen et ciste funéraire
Le dolmen est du type dolmen à couloir. Il ouvre au sud-est par un couloir fortement coudé. Il est enserré dans un tumulus de forme ovalaire (20 m de long d'est en ouest, sur 16 m de large du nord au sud et 1,40 m de hauteur) constitué d'un cairn recouvert par une couche de terre. Le dolmen est délimité par huit orthostates (cinq côté nord, deux côté sud, un côté ouest) et divers fragments de dalles. La chambre mesure 4,50 m de long sur 2,10 m de large. Elle est précédée d'un couloir de 3,50 m de long sur 1,60 m de large en moyenne. Le sol était recouvert de deux couches de dallage superposées constituées de pierres plates séparées par une couche de terre brûlée mélangée de charbons de bois. La première couche de dallage reposait elle-même sur une couche de terre jaune rapportée qui avait subi un feu violent. À proximité du dolmen, Le Rouzic découvrit un fragment de dalle comportant une série de gravures (petits écussons, crosse) et plusieurs cupules.
À la base du tumulus, à environ 7 m de l'entrée du dolmen, Le Rouzic a découvert une ciste constituée de huit pierres plates dressées sur chant, délimitant une chambre funéraire de 1 m de long sur 0,50 m de large en moyenne et 0,40 m de profondeur. L'un des dalles au nord comporte trois cupules au sommet.

### Tertres et fonds de cabanes
Le Rouzic a mis au jour trois petites tertres à 52 m au nord-nord-est du dolmen. Le plus à l'ouest mesure 4,30 m de long sur 3,50 m de large et 0,55 m  de hauteur. Il est constitué d'une couche de terre recouvrant un cairn composé de blocs en granite disposés de manière arc-boutée et surmontés d'une pierre plate (0,35 m de long sur 0,20 m de large) comportant sept cupules (1 grande au centre et 6 plus petites disposées en cercle autour). L'ensemble recouvrait un coffre de forme carrée (0,90 à 1 m de côté) creusé dans le sol sur trois côtés et fermé par une dalle et des petits blocs sur le quatrième côté. Le second tertre est visible à 22 m plus à l'est, il mesure 8 m de diamètre sur 0,80 m de hauteur, Le Rouzic le qualifie de « fond de cabane » car il correspond aux restes d'un foyer délimité par trois pierres. Le troisième tertre (10 m de diamètre sur 0,60 m de hauteur), recouvre un second fond de cabane (8 m de diamètre) délimité par six blocs où Le Rouzic mit au jour trois foyers distincts.
Dans la partie nord du camp, Le Rouzic découvrit une autre série de fonds de cabanes d'architecture similaire, au sol fortement damé, des foyers et des fours semi-circulaires. Au milieu du camp, il  mit à jour les vestiges de trois structures irrégulières identifiées comme des habitations.

## Mobilier archéologique
Le matériel archéologique recueilli par A. et G. Thomas de Closmadeuc est au Musée de Vannes. Les vestiges recueillis par Z. Le Rouzic sont conservés dans les collections du musée de Préhistoire de Carnac. 

### Fouilles et restaurations de Le Rouzic
Le Rouzic a décrit de manière très détaillée l'abondant matériel archéologique qu'il a recueilli à l'intérieur et à l'extérieur du camp :
| Structure             | Céramiques                                                           | Objets lithiques | Divers |
| --------------------- | -------------------------------------------------------------------- | --- | --- |
| Dolmen (chambre)      | - une quantité considérable de poteries                              | - 1 pointe de flèche à pédoncule et ailerons en silex noir - 1 une belle lame en silex jaune type Grand-Pressigny - 3 meules et molettes en granite - 7 percuteurs en quartz - 48 éclats de silex. | - 1 grain de collier en serpentine - 1 fragment de poignard en cuivre - charbons de bois |
| Dolmen (cairn)        | - une grande quantité de fragments de poteries grossières            | - 17 meules et fragments de meules - 2 polissoirs - 27 percuteurs en quartz et quartzite - fragments de haches polies | |
| Ciste funéraire       | - 22 fragments de poteries diverses                                  | - 3 percuteurs en quartz - 2 éclats de silex. | |
| Tertre n°1            | - poteries grossières                                                | - 3 percuteurs en quartz - 2 broyeurs en granite - 4 éclats de silex | - charbons de bois - fragments de briquetage à empreintes |
| Tertre n°2            | - poteries grossières                                                | - 4 percuteurs en quartz - 2 outils en quartzite - 3 fragments de hache en diorite polie - 2 fragments de meules - 2 broyeurs en granite - 13 éclats de silex | - charbons de bois |
| Tertre n°3            | - poteries grossières                                                | - 2 haches et 2 fragments de hache en diorite - 1 pointe de flèche à pédoncule et ailerons - 2 meules - 2 broyeurs en granite - 22 éclats de silex | |
| Fonds de cabane nord  | - poteries grossières                                                | - 6 pointes de flèche à pédoncule et ailerons - 3 fragments de hache en diorite - 21 lames en silex - 44 grattoirs en silex - 27 nucléi - 402 éclats de silex - 6 meules et 9 fragments de meules - 14 broyeurs en granite - 19 percuteurs en quartz - 8 fragments de polissoir en grès et quartz très usé | - débris de briquetage à empreintes |
| Fours                 | - poteries grossières                                                | - 1 hache en fibrolithe polie - 19 fragments de hache en diorite polie - 4 pointes de flèche à pédoncule et ailerons - 1 pointe de flèche en forme d'amande - 2 tranchets - 37 nucléi - 428 éclats de silex - 4 meules - 17 broyeurs en granite - 38 percuteurs en quartz - 6 fragments de polissoir en quartz et grès, 2 polissoirs en granite - 8 outils en quartz - 3 galets ronds en granite avec une gorge                                        | - charbons de bois - 1 perle en roche brune - 2 fragments de grains de collier en cristal de roche - 1 prisme en cristal de roche translucide - débris d’ossements incinérés - dents de poisson |
| Foyers et habitations | - fragments de vases divers - poteries fines ornementées             | - 12 pointes de flèches à pédoncule et ailerons - 1 pointe de flèche triangulaire - 1 hache et 3 fragments de hache en diorite polie - 1 hache en fibrolithe polie et fragments de hache polie - 49 grattoirs, 41 lames et 6 perçoirs en silex - 23 percuteurs et 5 galets en quartz - 197 éclats de silex - 44 éclats de quartz - 6 fragments de meule - 4 broyeurs en granite - 4 outils en quartzite - 2 fragments de polissoirs en grès - 2 nucléi | - charbons de bois - 1 prisme de cristal de roche fumé translucide |
| Talus de défense      | - poteries grossières - vases apodes - fragments de vase à fond plat | - 2 pointes de flèche à pédoncule et ailerons - 1 pointe de flèche en silex du Grand-Pressigny - 4 grattoirs, 4 lames, 4 perçoirs en silex - 19 fragments de haches en diorite polie - 22 percuteurs en quartz et 4 galets en quartzite - 2 meules et 7 fragments de meule - 6 broyeurs en granite - 14 éclats de silex | - charbons de bois - os incinérés - 1 fragment de statue romaine (Vénus) - 1 pièce de bronze d'Antonin - fragments de briques romaines                                                          |
| Extérieur du camp     | - poteries grossières - poteries romaines                            | - 2 haches en diorite polie - 35 éclats de silex - 2 meules - 3 broyeurs en granite - 26 percuteurs en quartz | - briques romaines |

Hormis les quelques outils provenant du Grand-Pressigny, tous les autres outils en silex ont été réalisés avec des rognons de silex d'origine locale provenant de la côte. Les haches polies (diorite, fibrolithe) sont similaires à celles trouvées dans les autres dolmens. La céramique est généralement grossière (sauf dans les habitations), faite à la main avec un dégraissant constitué de quartz, de feldspath ou de mica, et de cuisson inégale. La plupart des vases sont à fond plat et rebord droit. Leurs anses ont été souvent cuites séparément puis incorporées au reste du vase avant une nouvelle cuisson. Les décors sont rudimentaires (sillons, filets, cordons avec quelques ondulations et pointillés). Beaucoup de vases semblent être des poteries destinées à un usage domestique fréquent.

### Essai d'interprétation
Le site a fourni une quantité considérable de tessons de céramiques diverses avec une succession de styles céramiques datés du Néolithique récent. Le site est celui qui a livré le plus grand nombre de céramiques type Kerugou et un grand nombre de vases à bord perforé servant probablement de jarre à provision. La céramique et l'outillage lithique ont été trouvés répartis de manière homogène, aussi bien dans la couche archéologique que directement sur le sol naturel. La grande quantité de meules et de fragments de molette découverts sur tout le site est assez surprenante au premier abord, mais si l'on prend en compte la découverte en parallèle de fours et l'abondance de la céramique, l'ensemble pourrait indiquer que le camp abritait une importante activité de fabrication de poteries qui a perduré sur une longue période.